# Bostandji-baixi
Bostandji-baixi era el cap del cos otomà dels bostandji.
Hi havia un bostandji-baixi en cada odjak: el d'Istanbul, el principal, i el d'Edirne. La residència del primer era a Tali-Köskü al serrall d'Istanbul. Entre les seves funcions estava la de mantenir l'ordre a les costes del Corn d'Or, de la mar de Màrmara i del Bòsfor, i patrullava per aquestes ribes en vaixell acompanyat de 30 homes. Acompanyava el sultà quan aquest viatjava en vaixell i tenia ocasió de parlar-hi personalment. Generalment quan era substituït, el seu lloc l'ocupava el seu intendent o kadkhuda. Els bostandjis no permetien que el comandament fos conferit fora del cos, ni tan sols al bostandji-baixi de l'altre odjak.